# Episodi di Shōkōjo Seira

Seira e Keito

Shōkōjo Seira è un dorama autunnale prodotto e trasmesso dal network televisivo giapponese TBS a partire dal 17 ottobre 2009. La serie è la trasposizione televisiva del romanzo per ragazzi La piccola principessa di Frances Hodgson Burnett, ma riprende anche alcuni personaggi e temi specifici della trasposizione anime prodotta negli anni '80 da Nippon Animation conosciuta in Italia come Lovely Sara.
In Italia il dorama è inedito. La prima puntata dura 86 minuti mentre le successive hanno una durata di 50 minuti.
| Nº | Titolo italiano (traduzione letterale) Giapponese 「Kanji」 - Rōmaji | In onda          | In onda |
| Nº | Titolo italiano (traduzione letterale) Giapponese 「Kanji」 - Rōmaji | Giapponese       |         |
| 1  | La famosa storia che ha commosso tutti! La grande principessa diventa una serva... non piangere più. Tutte le ragazze sono principesse! La forte volontà di fronte alle avversità che hanno colpito la famiglia. 「みんなが涙した世界の名作! 超お嬢様が召使いに… 泣いたりしない。だって女の子は誰でもプリンセスなんだから… どんな逆境にも強く正しい姿に家族皆で感動して下さい」 - Minnaga namida shita sekai no meisaku! Koo jōsama ga meshitsukai ni... nai tarishinai. Datte onnanoko ha dare demo purinsesu nandakara... donna gyakkyō nimo tsuyoku tadashi i sugata ni kazoku mina de kandō shite kudasai | 17 ottobre 2009  |         |
| 1  | Seira è figlia di un ricco imprenditore ed è orfana di madre. Ha sempre vissuto in India, ma decide di andare in Giappone per frequentare un collegio riservato a ragazze benestanti. Al suo arrivo dà subito prova di essere una studentessa modello, anche se gentile e modesta, suscitando la gelosia di Maria Takeda, la prima della classe. Durante la festa di compleanno di Seira arriva però una terribile notizia. Il padre è morto e tutti i suoi averi sono stati confiscati. La direttrice Chieko Mimura acconsente che Seira rimanga presso l'istituto anche se ora è senza un soldo, non più però come studentessa, ma come sguattera per potersi mantenere. |                  |         |
| 2  | La studentessa migliore dell'Accademia è una serva 「学院一自慢の生徒は使用人」 - Gakuin ichi jiman no seito ha shiyōnin | 24 ottobre 2009  |         |
| 2  | Seira comincia ad abituarsi alla sua nuova condizione anche se a causa delle angherie che Maria le riserva e per la stanchezza ad un certo punto crolla a terra stremata. Di lì a poco verrà in visita dalla Francia un importante funzionario amico di Yukio Aran, l'insegnante di francese. Occorre fare bella figura con lui in modo da poter ottenere una sovvenzione di 35.000 Euro dal governo francese e dopo mille ripensamenti la direttrice ordina a Seira di tenere il discorso di benvenuto, visto il suo eccellente livello di francese che nessun'altra studentessa ha. Seira quindi è costretta a dismettere i panni da sguattera per rivestire quelli da studentessa, ma per soltanto un giorno. |                  |         |
| 3  | I soli amici della principessa sono dei topi 「お姫様の友達はネズミだけ」 - O himesama no tomodachi ha nezumi dake | 31 ottobre 2009  |         |
| 3  | Maria, che è stata sostituita da Seira nel discorso all'importante ospite francese, vuole umiliarla. Ottiene dal padre la souite che era stata in precedenza abitata da Seira e pretende che lei diventi la sua attendente. Inoltre con le lusinghe, con le promesse di soldi o con le minacce, convince tutte le studentesse e tutto il personale di servizio a non rivolgere più la parola a Seira. |                  |         |
| 4  | Io sono l'attrice protagonista! 「主演女優は私よ!」 - Shuenjoyū ha watashi yo! | 7 novembre 2009  |         |
| 4  | Le ragazze devono preparar la tradizionale recita annuale: "Giulietta e Romeo". La parte di Giulietta tocca a Maria, che però si ammala a ridosso della recita, proprio come era successo anni prima alla madre di Seira, che era stata sostituita da Chieko Mimura con risultati disastrosi. Questa volta però Seira si rifiuta di sostituire l'ex compagna, anche se avere quella parte era stato sempre il suo sogno e sarebbe stata perfettamente in grado di fare un'ottima prova, facendo invece di tutto perché Maria guarisca in tempo per la rappresentazione. |                  |         |
| 5  | La notte della gita scolastica solo per due 「二人だけの修学旅行の夜」 - Futari dakeno shūgakuryokō no yoru | 14 novembre 2009 |         |
| 5  | Dal momento che le ragazze vanno tutte in gita scolastica ed anche il personale approfitta per prendersi una vacanza per qualche giorno, a Seira viene affidata la custodia dell'istituto. Kaito convince però la ragazza a seguirlo al suo villaggio a casa dei suoi genitori, confidando di rientrare prima del ritorno degli altri. Seira passa due giorni indimenticabili, ma purtroppo per un contrattempo non riesce a prendere in tempo il treno di ritorno. Al suo arrivo all'istituto con grande ritardo, la direttrice è infuriata e la scaccia. |                  |         |
| 6  | il piccolo diavolo diventa il piccolo angelo! 「小悪魔系天使あらわる!」 - Koakuma kei tenshi arawaru! | 21 novembre 2009 |         |
| 6  | Nonostante le preghiere dell'insegnante di francese, la direttrice è irremovibile: Seira deve andarsene. L'improvviso arrivo della piccola Romi Suzumura, che il padre (un vecchio e ricco compagno di scuola di Emiko Mimura) è costretto a lasciare per qualche giorno all'istituto, cambia però tutto. Dal momento che Seira sembra l'unica che riesca a gestire le terribili crisi di pianto di Romi-chan, le è permesso di rimanere fino al ritorno del padre della bambina. Romi, che ha perso recentemente la madre, vede in Seira una seconda mamma e comincia quindi a chiamarla mamma Seira. Al ritorno di suo padre la bambina gli racconta di come si sia trovata bene per merito di Seira e l'uomo elargisce alla direttrice una somma di 5 milioni di yen (circa 38000 Euro) come gratitudine per l'ottimo lavoro, condizionando però la somma al fatto che Seira possa restare all'istituto. La ragazza però è già stata mandata via.         |                  |         |
| 7  | Il tesoro che nessuno può acquistare 「誰も盗めない宝物」 - Daremo nusume nai takaramono | 28 novembre 2009 |         |
| 7  | Mentre Seira vaga senza meta, arriva di fronte ad una panetteria: ha molta fame, ma è senza soldi. Trova per terra una moneta da 500 Yen (poco meno di 4 Euro) con la quale compra delle focaccine. Mentre si sta allontanando dal negozio vede due bambini seduti sul ciglio della strada sicuramente più affamati di lei e dà loro tutte le focaccine senza esitare. La scena è osservata da lontano da un uomo, che da quel momento comincerà ad interessarsi di quella strana ragazza vestita di stracci. Intanto Kaito raggiunge Seira e le dice che deve ritornare indietro. |                  |         |
| 8  | Regali come per magia 「魔法のようなプレゼント」 - Mahō noyōna purezento | 5 dicembre 2009  |         |
| 8  | È il giorno del party annuale in occasione della visita dei genitori. Tra le studentesse, solo per Kaori Mizushima e Maria Takeda non ci sono rappresentanti delle rispettive famiglie: La prima è convinta che la sua famiglia non si interessi di lei, l'altra disprezza tanto il padre da chiedergli di non venire al ricevimento. Seira però vede il padre di Maria che di nascosto osservava la figlia attraverso una finestra e lo fa entrare nella scuola suscitando le ire di Maria. Yukio Aran si offre di insegnare francese e inglese a Seira e a Kaito, ma Maria racconta tutto alla direttrice che va su tutte le furie distruggendo i quaderni con i compiti che Yukio aveva assegnato ai ragazzi. Quella notte Seira si addormenta affranta, ma la mattina dopo al suo risveglio ha una sorpresa: al posto della stanza squallida c'è ora una bella stanza con tende alle finestre, un morbido letto e un tavolo con un'appetitosa colazione. |                  |         |
| 9  | Chi può salvarla? 「彼女を救うのはだれだ?」 - Kanojo wo sukū nohadareda? | 12 dicembre 2009 |         |
| 9  | Yukio Aran si rifiuta di ammettere con la direttrice di avere sbagliato a proporsi come insegnante per Seira e Kaito e si licenzia. La direttrice deve andare a trattare con le banche per ottenere finanziamenti vista la grave crisi di liquidità in cui versa la scuola. In sua assenza arriva un uomo, che spacciandosi per addetto alla sicurezza è invece venuto ad indagare sulla scuola e sulle condizioni di lavoro di Seira, per poi riferire tutto a Yoshito Chris, il ricco proprietario della villa attigua alla scuola che da qualche tempo si sta interessando della ragazza. Quando la direttrice incolpa Seira dell'ennesimo rovescio finanziario che potrebbe mettere a repentaglio l'esistenza stessa dell'istituto, Seira che ormai crede di essere la causa delle sofferenze di chi sta a lei vicino, abbandona la scuola. |                  |         |
| 10 | Il grande miracolo! Una dolce vendetta! 「奇跡の大逆転! 美しき復讐が始まる」 - Kiseki no daigyakuten! utsukushi ki fukushū ga hajima ru | 19 dicembre 2009 |         |
| 10 | Yoshito Chris, era un grande amico dei genitori di Seira ed è ormai consapevole dell'identità della ragazza. Dopo quattro giorni di ricerche riesce a ritrovarla presso una chiesa nella quale si era rifugiata e le comunica che lei è rientrata in possesso delle immense ricchezze del padre. Ora Seira può permettersi di acquistare la Millenius Seminary salvandola dalla bancarotta, ma pretende di essere riammessa come studentessa per terminare gli studi. Kaito lascerà il lavoro per ritornare a studiare e diventare quindi un uomo degno della donna che si è accorto di amare. Da quel momento Seira inizia la "gara" per diventare la migliore del corso, anche se avrà come concorrenti Maria Takeda, Kaori Mizushima e anche Masami Shoji, che prendendo esempio dalla sua migliore amica riuscirà da quel momento a fare grandi progressi nello studio.                                                                                  |                  |         |